# Špičák u Vojkovic
Špičák u Vojkovic je přírodní památka v Doupovských horách v Karlovarském kraji. Nachází se na svazích údolí Ohře mezi Vojkovicemi a Damicemi v okrese Karlovy Vary. Předmětem ochrany jsou zachovalé bučiny, suťové lesy a suché trávníky na svazích vrchu Špičák.

## Historie
Les v chráněném území byl v minulosti využíván k pastvě dobytka. Porosty v okrajových částech přírodní památky sloužily jako louky, pastviny a snad i jako sady. V terénu jsou patrné pozůstatky teras a cest.
Přírodní památku vyhlásil Krajský úřad Karlovarského kraje s účinností od 20. prosince 2016.

## Přírodní poměry
Chráněné území s rozlohou 59,72 hektarů se nachází v Doupovských horách v nadmořské výšce 378–532 metrů. Leží v katastrálních územích Damice a Vojkovice nad Ohří a je součástí evropsky významné lokality a ptačí oblasti Doupovské hory.

### Abiotické faktory
Geologické podloží tvoří terciérní vulkanické horniny Doupovských hor. Převládají pyroklastické sedimenty, tefrit a u západní hranice přírodní památky se vyskytují vulkanické brekcie a autometamorfovaný bazanit. Sopečné horniny jsou překryté kvartérními sprašemi a sprašovými hlínami s obsahem křemene a uhličitanu vápenatého.
Přírodní památka leží na příkrých svazích průlomového údolí Ohře, které je součástí vysoko položené třetihorní paroviny. Svahy jsou orientované k východu, jihovýchodu a severovýchodu. Místy z nich vystupují skalky nebo kamenná suť. Nejvyšším bodem je návrší Na Valech (532 metrů, též 537 metrů) a k dalším dominantním bodům patří vrch Špičák (502 metrů, též 504 metrů). V geomorfologickém členění Česka je území součástí okrsku Jehličenská hornatina. Z půdních typů převažuje kambizem eutrofní.
V rámci Quittovy klasifikace podnebí leží celé území v mírně teplé oblasti MT7, pro kterou jsou typické průměrné teploty −2 až −3 °C v lednu a 16–17 °C v červenci. Roční úhrn srážek dosahuje 650–750 milimetrů, počet letních dnů je 30–40, mrazových dnů 110–130 a sníh v ní leží 60–80 dnů v roce.

### Ochrana přírody
Předmětem ochrany v přírodní památce jsou ekosystémy suťových lesů, květnatých bučin a širokolistých suchých trávníků.

### Flóra
Většinu chráněného území pokrývají lesy. V suťových lesích jsou významnými druhy stromů lípa velkolistá (Tilia platyphyllos), javor klen (Acer pseudoplatanus) a pravděpodobně také jasan ztepilý (Fraxinus excelsior). Keřové patro pokrývá maximálně desetinu rozlohy suťových lesů a rostou v něm například líska obecná (Corylus avellana) nebo zimolez obecný (Lonicera xylosteum). Z druhů bylinného patra s 60–70% pokryvností byly nalezeny například pitulník žlutý (Galeobdolon luteum), kopřiva dvoudomá (Urtica dioica) nebo bažanka vytrvalá (Mercurialis perennis). V květnatých bučinách je dominantním druhem buk lesní (Fagus sylvatica) a v jejich bylinném patru rostou krtičník hlíznatý (Scrophularia nodosa), violka lesní (Viola reichenbachiana), svízel vonný (Galium odoratum) nebo bažanka vytrvalá. V suchých trávnících je rozšířena především válečka prapořitá (Brachypodium pinnatum) nebo sveřep vzpřímený (Bromus erectus).
Ve starých lesních porostech chybí mladší věkové stupně stromů a bukové porosty vstupují do stádia rozpadu. Díky tomu se v chráněném území nachází přirozené množství doupných stromů a biotopů pro houby a jiné saproxylické druhy. Rizikem je nedostatečné přirozené zmlazení, protože je okusováno převážně jelení zvěří, a neodrůstá proto z úrovně bylinného patra.
Ze zvláště chráněných druhů rostlin na skalních výchozech a suchých trávnících rostou jednotlivé sterilní exempláře divizny knotkovité bělokvěté (Verbascum lychnitis subsp. moenchii). Na nelesních stanovištích je hojný jetel alpínský (Trifolium alpestre) a roztroušeně se vyskytuje pcháč bělohlavý (Cirsium eriophorum). V lučních porostech i lesích hojně roste prvosenka jarní (Primula veris). Z keřů rostou na hlavním hřebínku u Špičáku dřišťál obecný (Berberis vulgaris) a jeřáb dunajský (Sorbus danubialis).

### Fauna
Nálezová databáze Agentury ochrany přírody a krajiny ČR na území přírodní památky a jejího okolí uvádí výskyt ohrožených druhů plazů. Žije zde slepýš křehký (Anguis fragilis), užovka stromová (Zamenis longissimus), užovka hladká (Coronella austriaca), užovka obojková (Natrix natrix) a zmije obecná (Vipera berus).
Z ptáků v chráněném území pravděpodobně hnízdí výr velký (Bubo bubo) a čáp černý (Ciconia nigra). Podle hlasových projevů byla zaznamenána žluna šedá (Picus canus).

## Přístup
Chráněné území je volně přístupné po zeleně značené turistické trase z Vojkovic. Stezka vede přes vrcholy Na Valech a Spičák a končí na rozcestí Damická silnice severně od Vojkovic.

## Fotogalerie

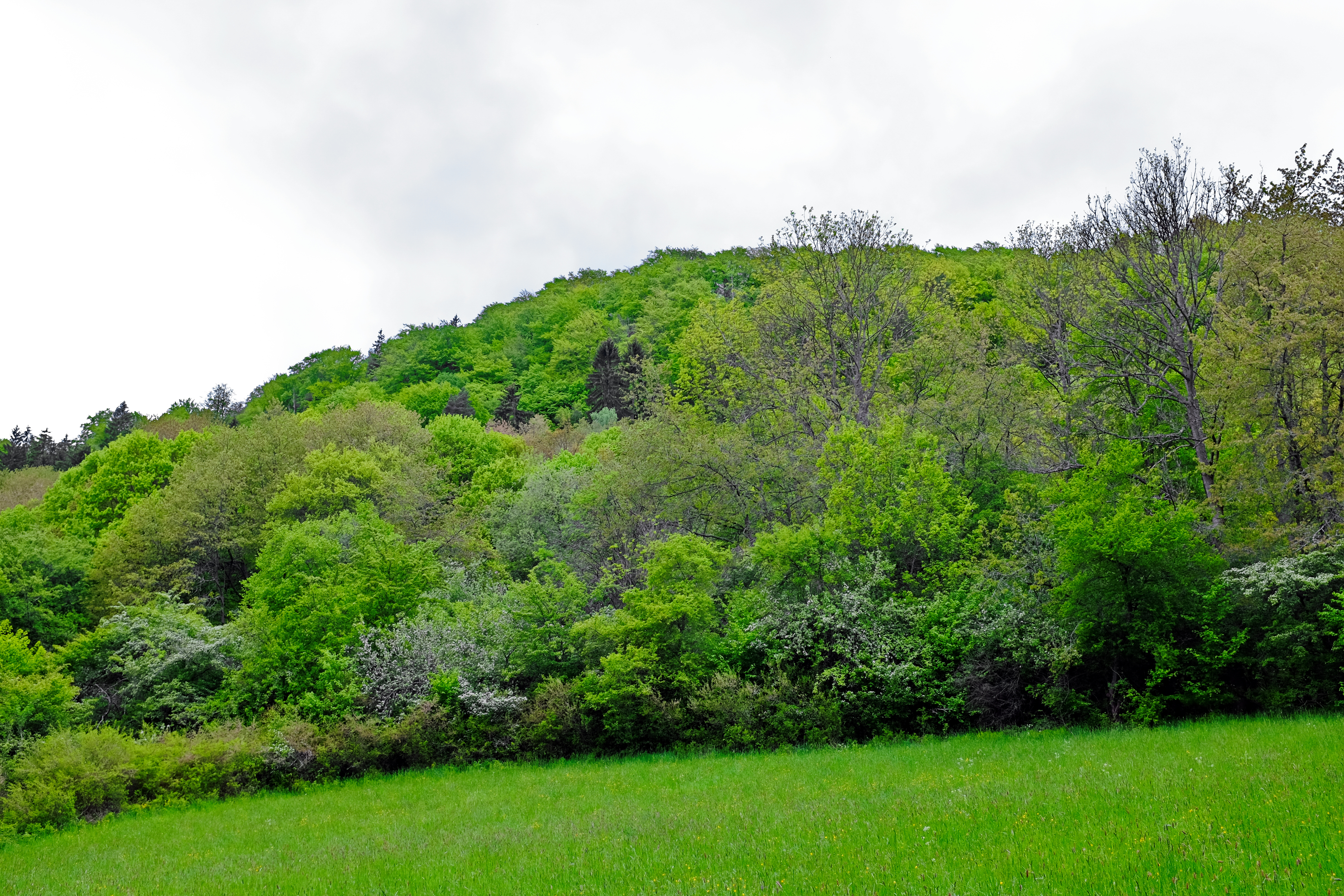
Celkový pohled na přírodní památku
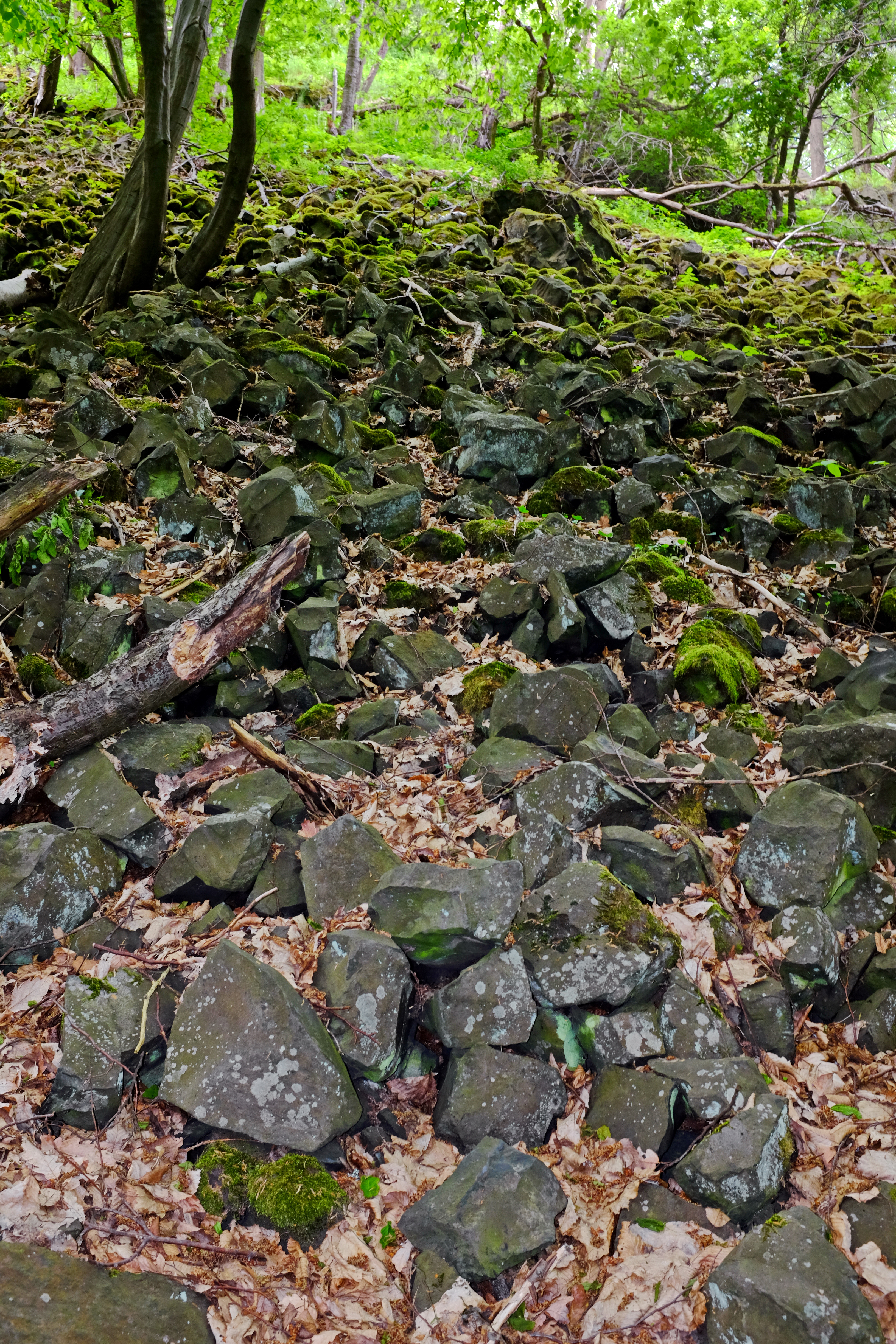
Východní svah Špičáku
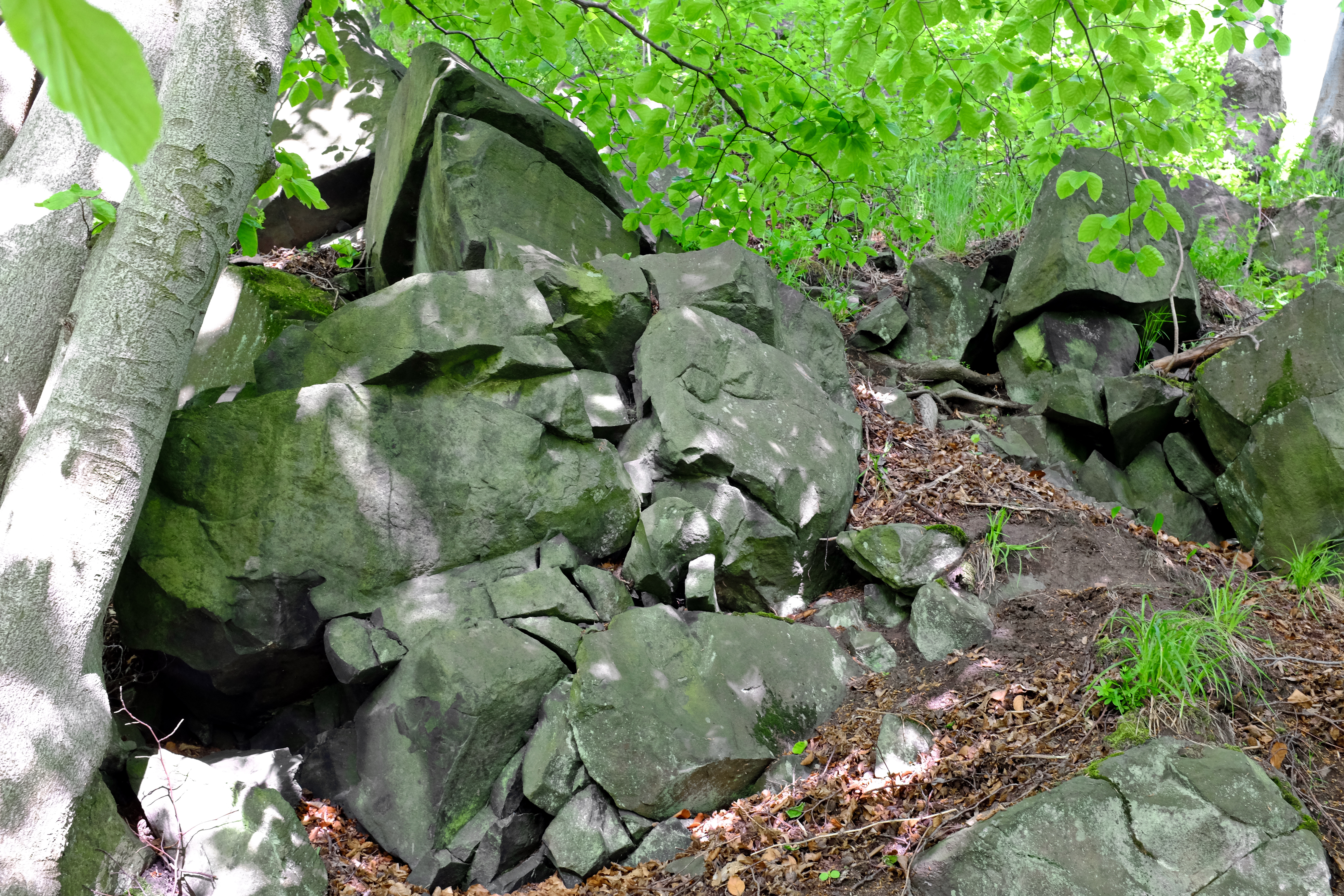
Skály na Špičáku
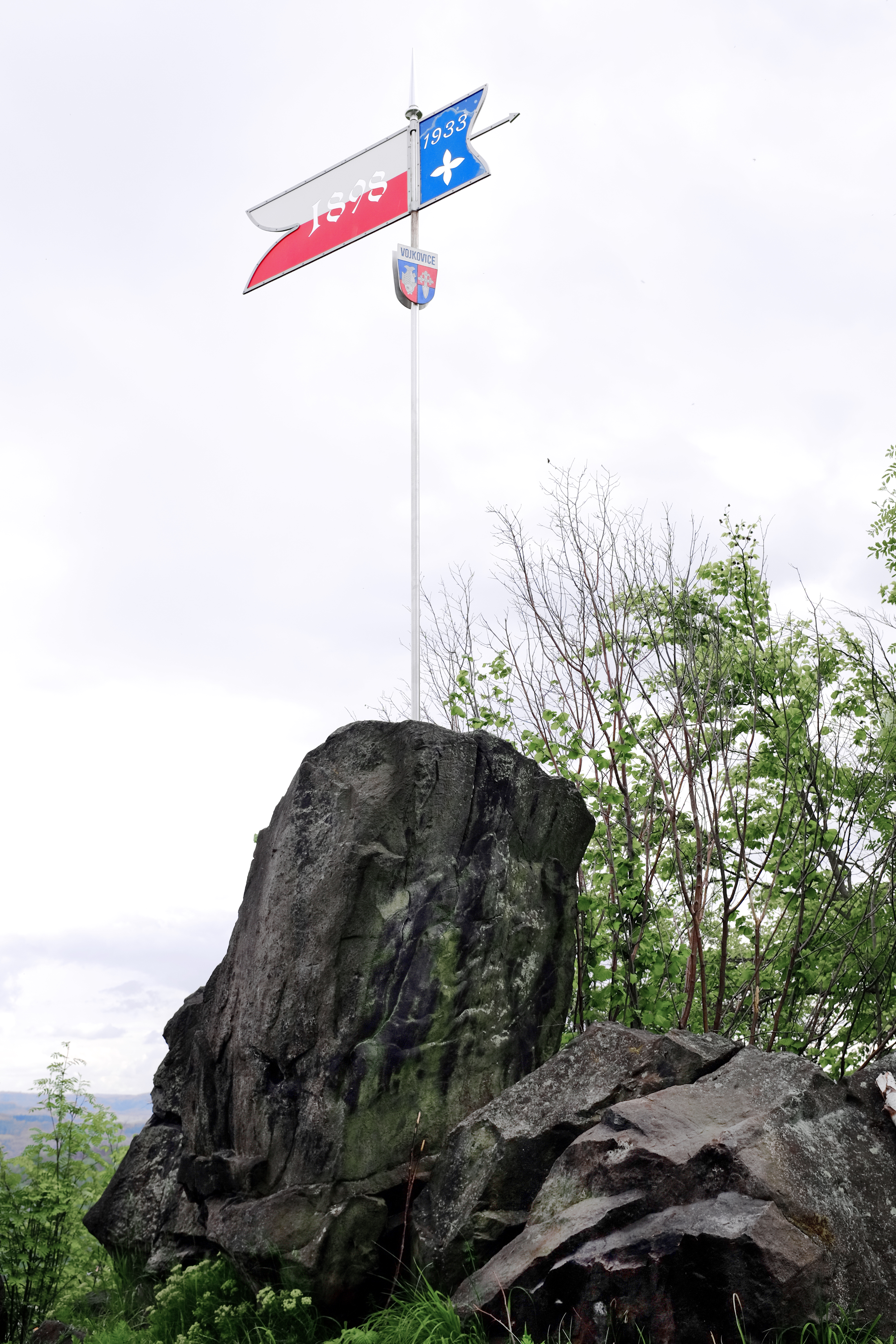
Korouhev na Špičáku
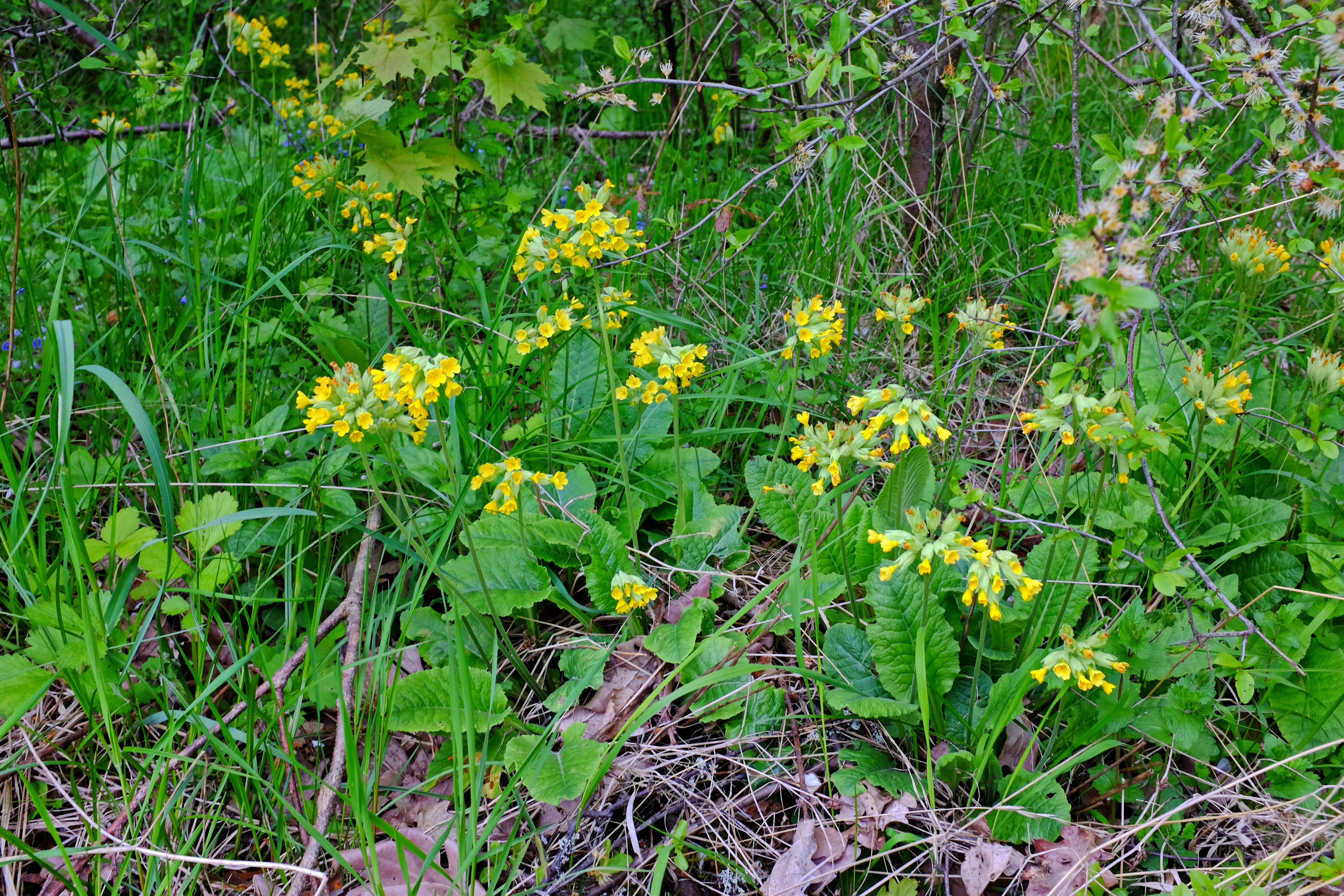
Prvosenka jarní
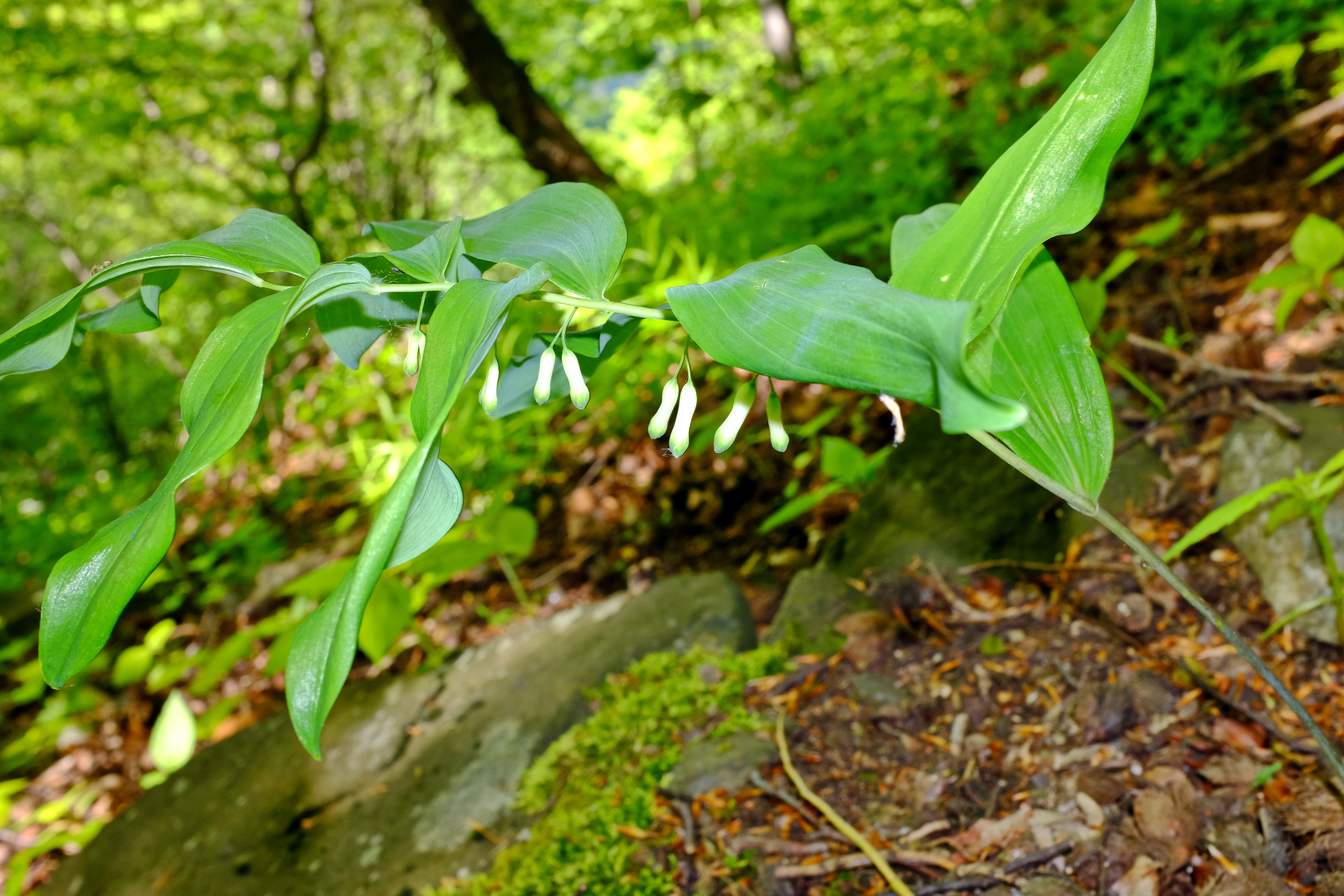
Kokořík vonný
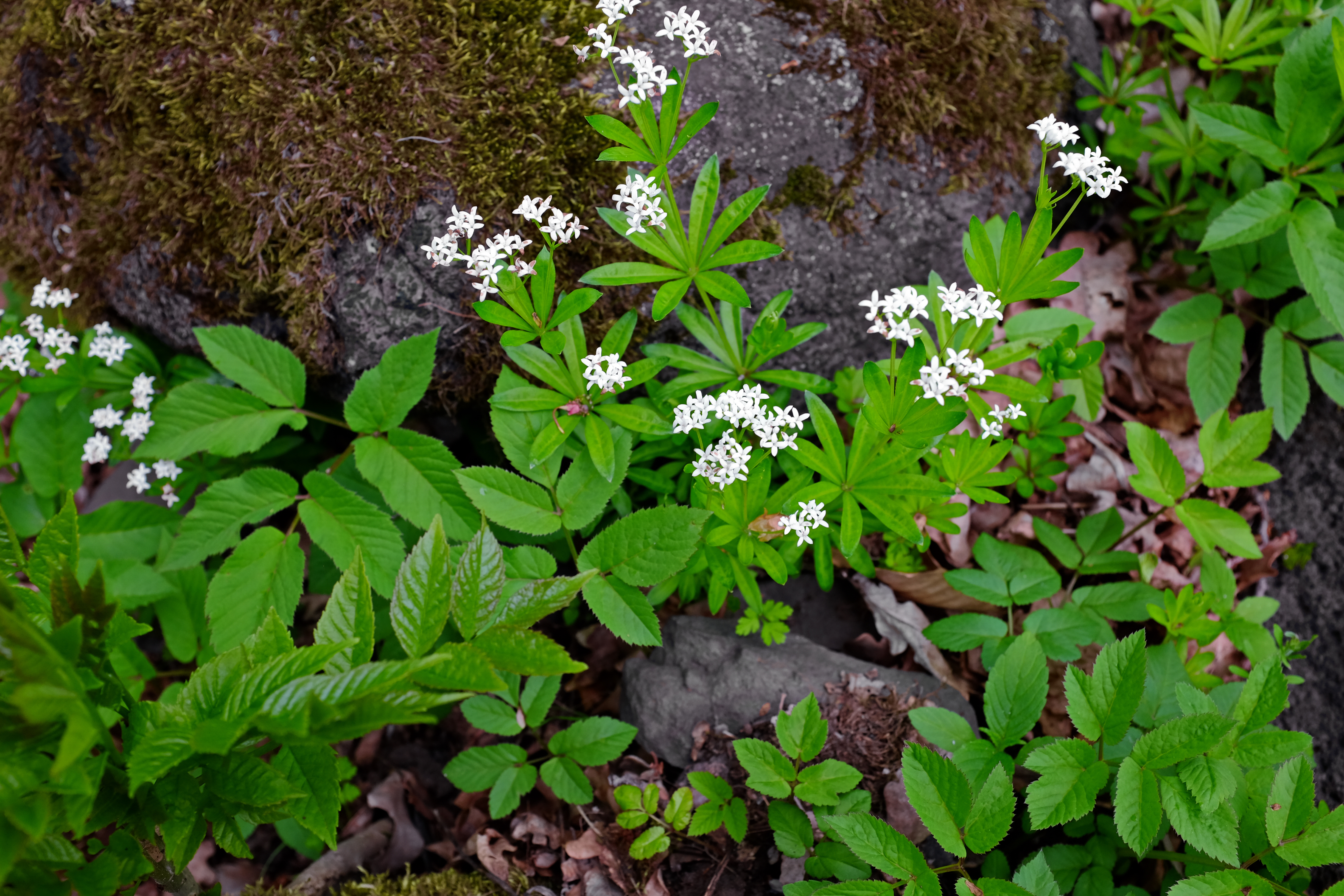
Svízel vonný
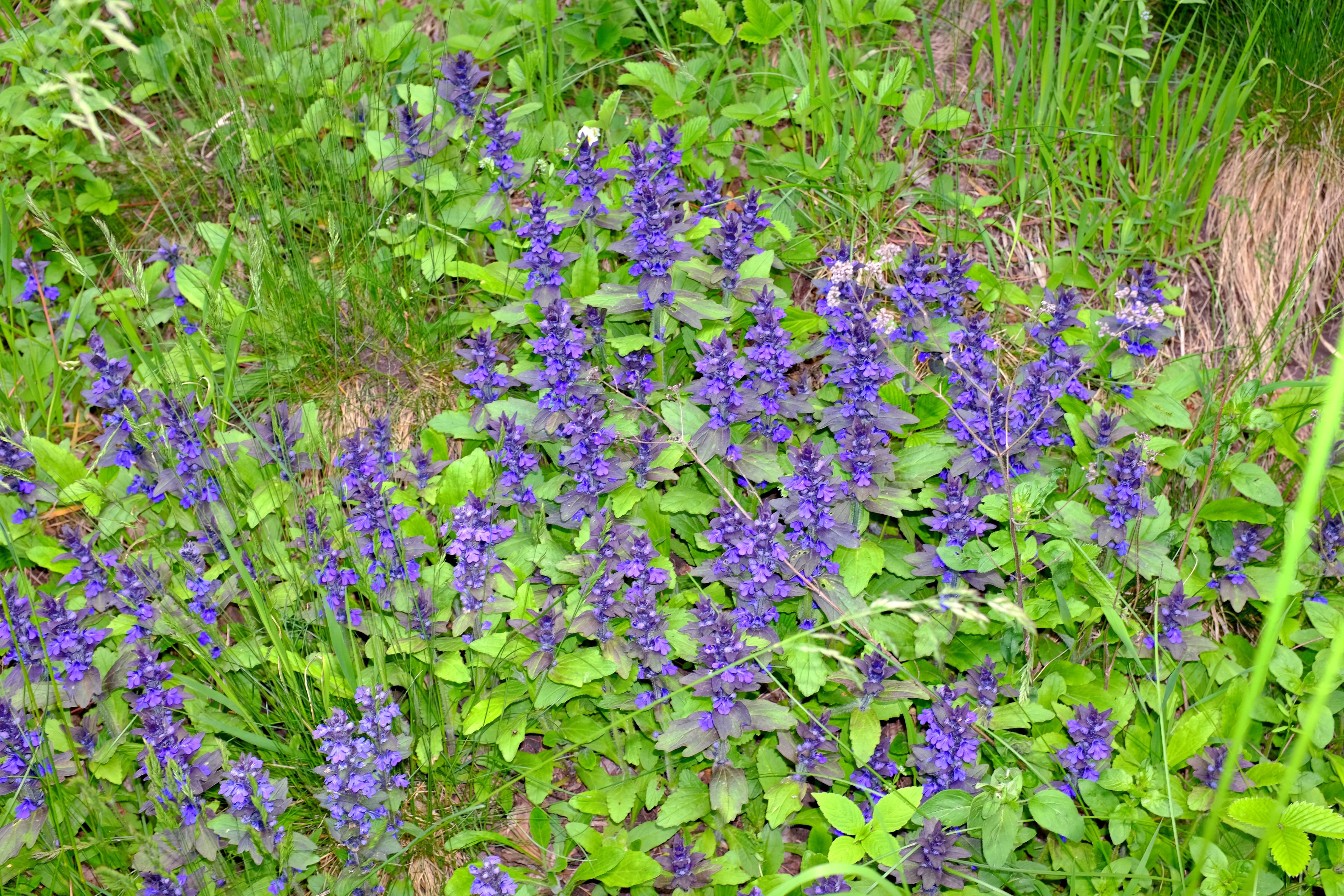
Zběhovec lesní
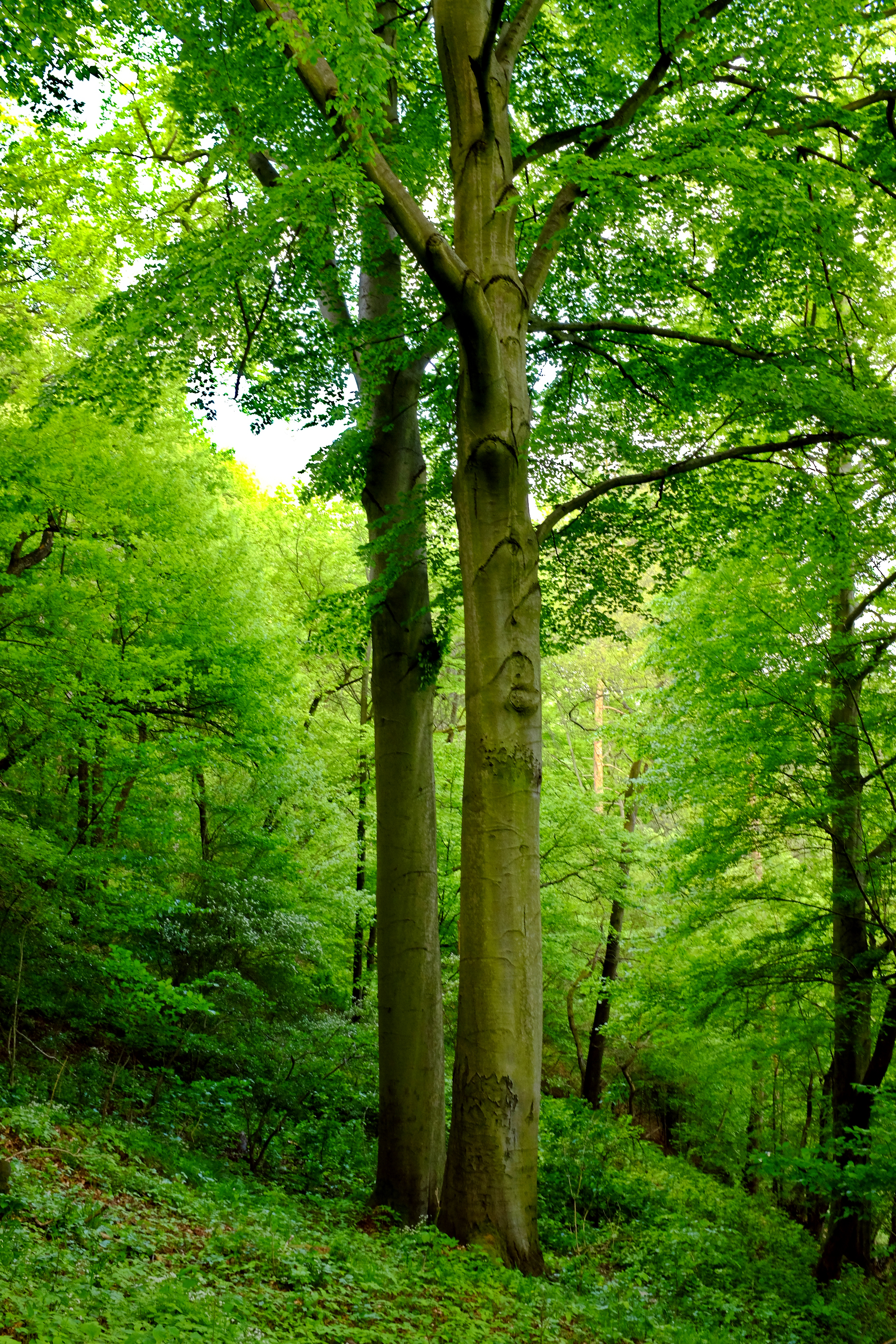
Mohutné buky
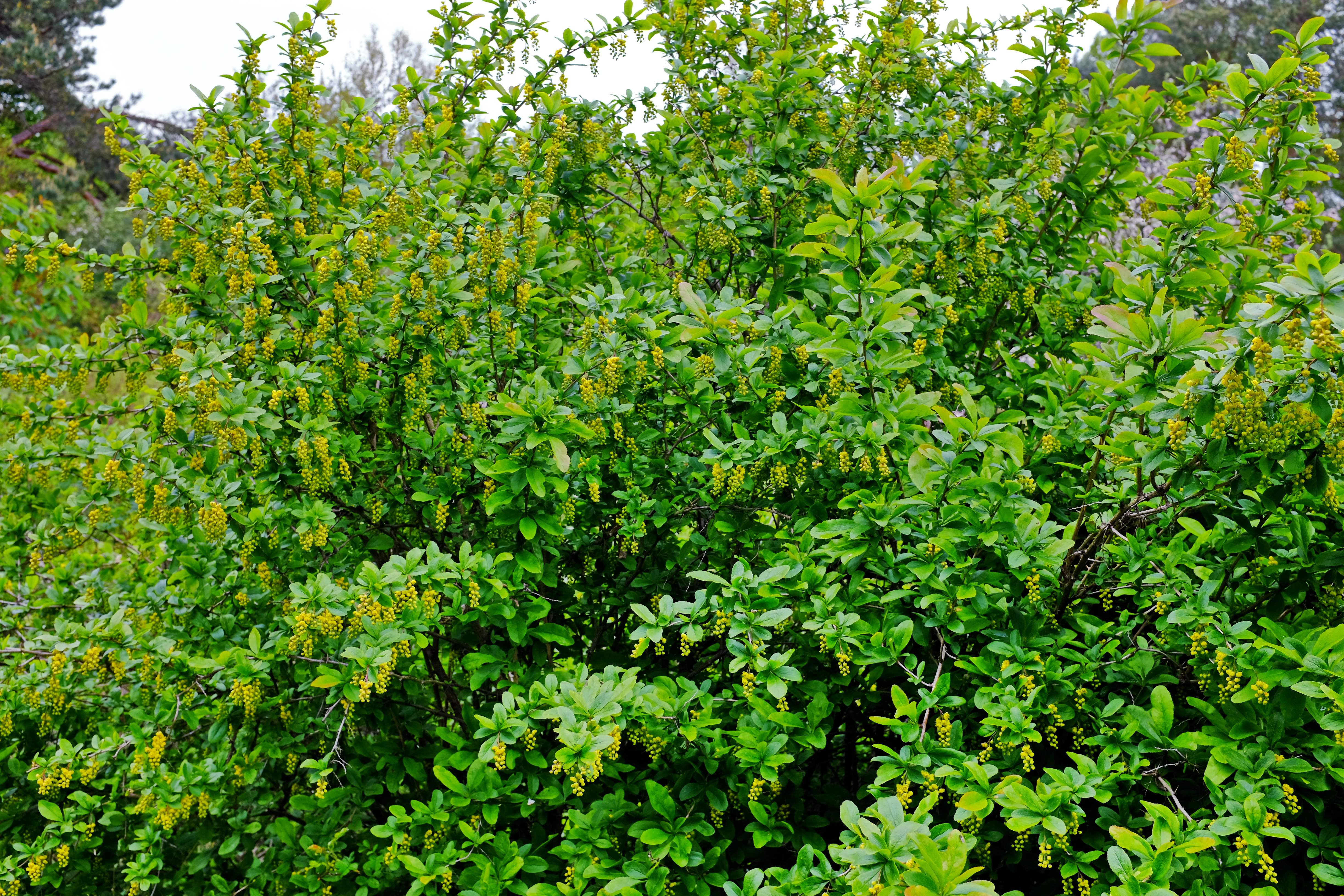
Dřišťál obecný
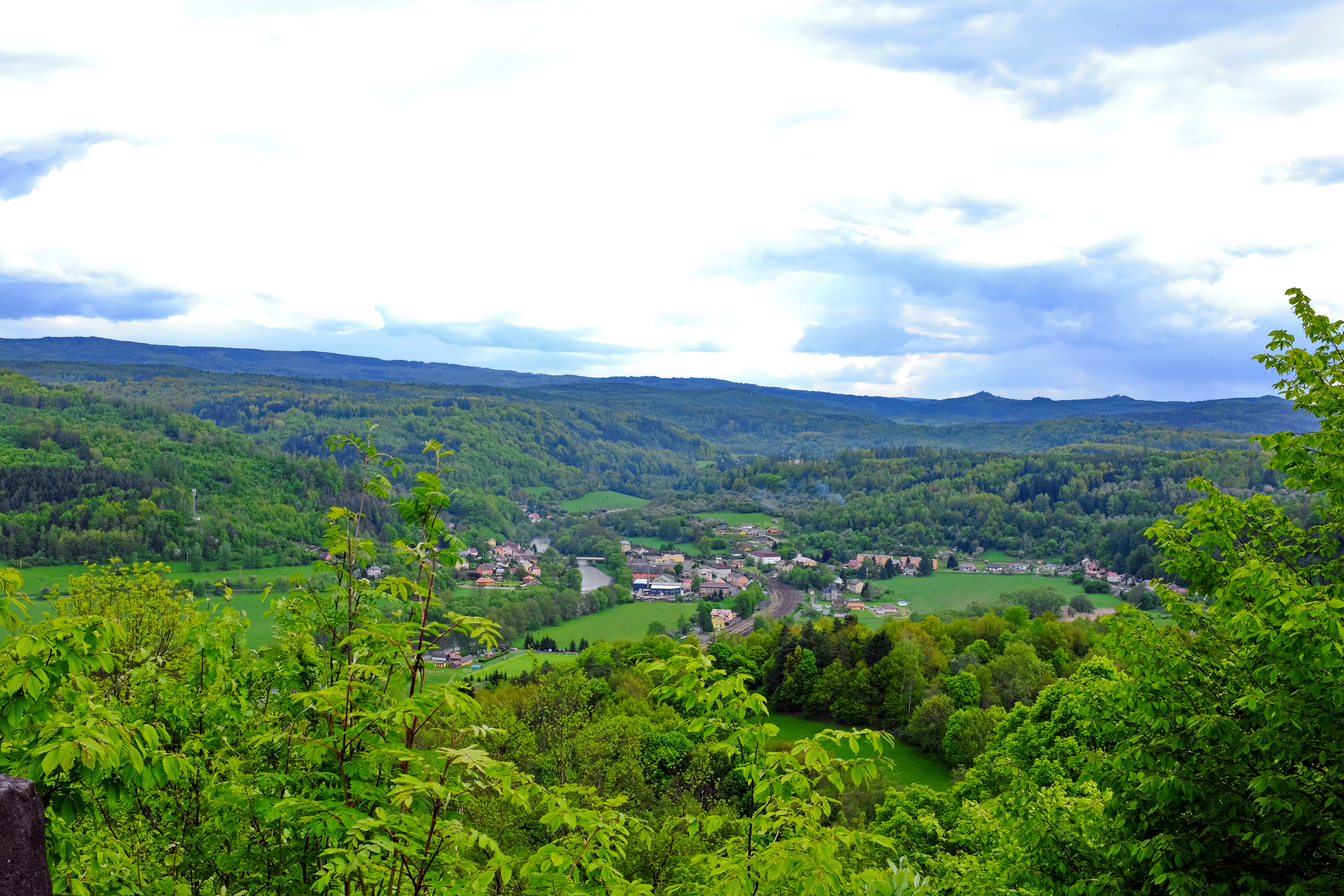
Pohled ze Špičáku na Vojkovice